# Sarah Shahi
Sarah Shahi született Aahoo Shahi (Euless, 1980. január 10. –) amerikai színésznő és modell.
Játszott az L és az Életfogytig zsaru című televíziós sorozatokban. 2011 és 2012 között a Peren kívül című jogi vígjátéksorozat főszerepében volt látható.

## Élete és pályafutása
A texasi Euless városában született. Édesapja iráni, édesanyja spanyol. Eredeti neve, az Aahoo perzsa nyelven gazellát jelent. Tízéves volt, amikor a szülei elváltak, ezt követően édesanyjával élt. Tanulmányait a Trinity High Schoolban kezdte, majd a Dallasi Southern Methodist University angol és drámaszakán végzett. 
Karrierjét tizenévesen szépségkirálynőként kezdte. 1997-ben elnyerte a Miss Fort Worth USA címet. 1999–2000-ben tagja volt a Dallas Cowboys szurkolócsapatának, a 2000-es naptárjuk borítóján is szerepelt. Feltűnt a Curve, a Maxim, a Muscular Development és a Men's Fitness magazinokban is.

## Magánélete
Férjét, Steve Howey színészt a Reba című sorozat 2004-es forgatásán ismerte meg. 2009. február 7-én Las Vegasban házasodtak össze. 2009 júliusában született meg fiuk, otthoni vízben szüléssel. 2015 márciusában, ikrei (fiú, lány) születtek, szintén otthon szülés keretében. Shahi és Howey 2020 májusában kezdeményezték a válásukat, amely 2021 januárjában véglegesedett.
2020-ban a Netflix Vágyak/Valóság című sorozatának forgatásán ismerte meg Adam Demos ausztrál színészt, akivel azóta egy párt alkotnak.
Az angolon kívül valamennyire spanyolul is beszél. Karatéból barna övet szerzett.

## Filmográfia

### Film
| Év   | Magyar cím                 | Eredeti cím                           | Szerep                               | Magyar hang         |
| ---- | -------------------------- | ------------------------------------- | ------------------------------------ | ------------------- |
| 2000 | Dr. T és a nők             | Dr. T and the Women                   | pomponlány (stáblistán nem szerepel) |                     |
| 2003 | Sulihuligánok              | Old School                            | Erica                                | Németh Borbála      |
| 2003 | Doktor Szöszi 2.           | Legally Blonde 2: Red, White & Blonde | Becky (stáblistán nem szerepel)      |                     |
| 2005 | Szerelem sokadik látásra   | A Lot Like Love                       | sztár                                |                     |
| 2006 | Oscar – vágy               | For Your Consideration                | Sanchez                              |                     |
| 2006 |                            | The Dog Problem                       | Candy                                |                     |
| 2007 | Csúcsformában 3.           | Rush Hour 3                           | Zoe                                  |                     |
| 2008 |                            | Shades of Ray                         | Sana Khaliq                          |                     |
| 2008 |                            | AmericanEast                          | Salwah                               |                     |
| 2009 | A szabadság határai        | Crossing Over                         | Pooneh Baraheri                      |                     |
| 2011 | Boldog boldogtalan         | East Fifth Bliss                      | Hattie Skunk / Hattie Rockworth      | Németh Borbála      |
| 2011 | Csak tudnám, hogy csinálja | I Don't Know How She Does It          | Janine LoPietro                      |                     |
| 2012 | Static – Nincs menekvés    | Static                                | Adele Dade                           | Németh Borbála      |
| 2012 | Fejlövés                   | Bullet to the Head                    | Lisa Bonomo                          | Majsai-Nyilas Tünde |
| 2013 | A futurológiai kongresszus | The Congress                          | Michelle                             |                     |
| 2014 | Vadcsapáson                | Road to Paloma                        | Eva                                  | Dobó Enikő          |
| 2015 | Megváltó show              | Divine Access                         | Marian                               |                     |
| 2015 |                            | The Adventures of Beatle              | Carla                                |                     |
| 2017 | A hóhér                    | Hangman                               | Lisa Watson százados                 | Németh Borbála      |
| 2020 |                            | Bad Therapy                           | Annabelle                            |                     |
| 2022 | Black Adam                 | Black Adam                            | Adrianna Tomaz                       | Szinetár Dóra       |
| 2023 | Vörös, fehér és királykék  | Red, White & Royal Blue               | Zahra Bankston                       | Németh Borbála      |

### Televízió
| Év              | Magyar cím                       | Eredeti cím                                        | Szerep                          | Megjegyzések                                                                                       |
| --------------- | -------------------------------- | -------------------------------------------------- | ------------------------------- | -------------------------------------------------------------------------------------------------- |
| 2000            |                                  | City Guys                                          | pompomlány                      | 1 epizód                                                                                           |
| 2000            | Kerge város                      | Spin City                                          | Bachelorette                    | 1 epizód                                                                                           |
| 2001            |                                  | Boston Public                                      | Laura                           | 1 epizód                                                                                           |
| 2001            | Országutak őrangyala             | Off Centre                                         | Angelica                        | 1 epizód                                                                                           |
| 2001            |                                  | Maybe It's Me                                      | Rosa                            | 1 epizód                                                                                           |
| 2001–2002       | Alias                            | Alias                                              | Jenny                           | 7 epizód                                                                                           |
| 2002            |                                  | Class of ‘06                                       | Meg                             | eladatlan NBC próbaepizód                                                                          |
| 2002            |                                  | My Adventures in Television                        | tévés díva                      | 1 epizód                                                                                           |
| 2003            | Frasier – A dumagép              | Frasier                                            | rezervációs                     | 1 epizód                                                                                           |
| 2003            | Dawson és a haverok              | Dawson's Creek                                     | Sadia Shaw / titokzatos lány    | 3 epizód                                                                                           |
| 2003            | Vészhelyzet                      | ER                                                 | Tara King                       | 1 epizód                                                                                           |
| 2004            | Century City – A jövő fogságában | Century City                                       | Ms. Morris                      | 1 epizód                                                                                           |
| 2004–2007       |                                  | Reba                                               | Kate / Bridget                  | 2 epizód                                                                                           |
| 2005            |                                  | Plan B                                             | Bronwyn                         | eladatlan CMT próbaepizód                                                                          |
| 2005            | Odaát                            | Supernatural                                       | Constance Welch / fehérruhás nő | - 1 epizód - magyar hangja: - Mezei Kitty                                                          |
| 2005            |                                  | The Drop                                           | önmaga                          | 1 epizód                                                                                           |
| 2005–2009       | L                                | The L Word                                         | Carmen de la Pica Morales       | - 26 epizód - magyar hangja: - Martin Adél                                                         |
| 2006            | Törekvő tanerők                  | Teachers                                           | Tina Torres                     | - főszereplő (6 epizód) - magyar hangja: - Kisfalvi Krisztina                                      |
| 2006            | Sleeper Cell – Terroristacsoport | Sleeper Cell                                       | Farrah                          | 2 epizód                                                                                           |
| 2007            | Maffiózók                        | The Sopranos                                       | Sonya Aragon                    | 1 epizód                                                                                           |
| 2007–2009       | Életfogytig zsaru                | Life                                               | Dani Reese                      | - főszereplő (32 epizód) - magyar hangja: - Pikali Gerda                                           |
| 2010            | Psych – Dilis detektívek         | Psych                                              | Ruby                            | 1 epizód                                                                                           |
| 2011            | Az igazság ifjú ligája           | Young Justice                                      | Gyilkos Fagy (Killer Frost)     | - 1 epizód - magyar hangja: - Nemes Takách Kata                                                    |
| 2011–2012       | Peren kívül (Békét, bíró!)       | Fairly Legal                                       | Kate Reed                       | - főszereplő (23 epizód) - magyar hangja: - Pikali Gerda (1. szinkron) - Mezei Kitty (2. szinkron) |
| 2012–2013, 2018 | Lángoló Chicago                  | Chicago Fire                                       | Renée Royce                     | - 9 epizód - magyar hangja: - Pikali Gerda                                                         |
| 2013–2016       | A célszemély                     | Person of Interest                                 | Sameen Shaw                     | visszatérő- és főszereplő (50 epizód)                                                              |
| 2015            | Ray Donovan                      | Ray Donovan                                        | Hasmig                          | 1 epizód                                                                                           |
| 2016            | A legnagyobb dobás               | Pitch                                              | Natalie Luongo                  | 2 epizód                                                                                           |
| 2016            |                                  | Drew                                               | Nancy Drew                      | eladatlan CBS próbaepizód                                                                          |
| 2017            |                                  | Michael Bolton's Big, Sexy Valentine's Day Special | Carmela                         | Netflix különkiadás                                                                                |
| 2018            |                                  | Reverie                                            | Mara Kint                       | főszereplő (10 epizód)                                                                             |
| 2018            |                                  | Halfway There                                      | Carrie Claussen                 | tévéfilm                                                                                           |
| 2018            | Gordon Ramsay – A pokol konyhája | Hell's Kitchen                                     | önmaga                          | 1 epizód                                                                                           |
| 2019            | Dolly Parton: A szív húrjai      | Dolly Parton's Heartstrings                        | Lucy Jane                       | - 1 epizód - magyar hangja: - Tarr Judit                                                           |
| 2019            | Az újonc                         | The Rookie                                         | Jessica Russo                   | 7 epizód                                                                                           |
| 2019            | Város a hegyen                   | City on a Hill                                     | Rachel Behnam                   | 9 epizód                                                                                           |
| 2021–2023       | Vágyak/Valóság                   | Sex/Life                                           | Billie Connelly                 | - főszereplő - magyar hangja: - Martinovics Dorina                                                 |
| 2025            | Paradise                         | Paradise                                           | Dr. Gabriela Torabi             | főszereplő                                                                                         |